# Correbia semitransversa
Correbia semitransversa là một loài bướm đêm thuộc phân họ Arctiinae, họ Erebidae.